# Spartina neyrautii
Spartina neyrautii là một loài thực vật có hoa trong họ Hòa thảo. Loài này được Foucaud miêu tả khoa học đầu tiên năm 1894.